# Paolo Valoti
Paolo Valoti (Alzano Lombardo, 19 de abril de 1971) fue un ciclista italiano.

## Palmarés
1995
- Gran Premio della Liberazione
- Tour de Valonia
- Gran Premio Capodarco

1996
- 1 etapa de la Vuelta a Portugal
- Trofeo dello Scalatore (3)

2000
- 1 etapa del Ster ZLM Toer

2001
- 1 etapa de la Semana Lombarda
- Coppa Bernocchi

2005
- Coppa Agostoni
- Coppa Placci

## Resultados en Grandes Vueltas
| Carrera | Carrera         | 1996 | 1997 | 1998 | 1999 | 2000 | 2001 | 2002 | 2003 | 2004 | 2005 | 2006 |
| ------- | --------------- | ---- | ---- | ---- | ---- | ---- | ---- | ---- | ---- | ---- | ---- | ---- |
|         | Giro de Italia  | ―    | Ab.  | ―    | 65.º | Ab.  | ―    | ―    | ―    | ―    | ―    | ―    |
|         | Tour de Francia | —    | ―    | ―    | ―    | ―    | ―    | ―    | ―    | Ab.  | ―    | ―    |
|         | Vuelta a España | 74.º | ―    | ―    | ―    | ―    | ―    | ―    | ―    | ―    | ―    | —    |

—:no participa
Ab.: abandono